# Tikunani
Tikunani (o Tigunānum) fue un pequeño estado hurrita que existió en Mesopotamia a mediados del segundo milenio a. C. El nombre se refiere tanto al reino como a su capital. Tigunānum es la forma más antigua del nombre y aparece en textos de Mari alrededor del siglo XVIII a. C.   
Tikunani conocido por un documento cuneiforme del reinado de Tunip-Teššup (un rey de nombre hurrita, contemporáneo de Hattusili I de los hititas, alrededor de 1550 a. C.) que contiene una lista de nombres de soldados Habiru; ver Prisma Tikunani . 
Las tablas cuneiformes de Tikunani fueron ilegalmente obtenidas a finales de la década de 1980, posiblemente en el área alrededor de Diyarbakir o Bismil, pero más probablemente en la región del río Alto Ḫabūr. Estos textos permanecen en su mayoría inéditos y se encuentran en colecciones privadas; fueron estudiados por M. Salvini y por WG Lambert a finales de los años 1990. La investigación de Lambert no se publicó, aunque se menciona de forma parcial en el trabajo de AR George, apareciendo como un apéndice de sus Textos adivinatorios babilónicos de 2013, principalmente en la Colección Schøyen .  
Salvini supone que Tikunani fue un estado hurrita-acadio en el norte de Mesopotamia, que luego se fusionó con el Imperio Mittani.
Hay una tablilla, en acadio, escrita por un rey hitita llamado sólo por el título "tabarna" y con destino a un rey vasallo, Tuniya (posiblemente el mismo Tunip-Teššup), gobernante de Tikunani. En la carta el rey presiona a su vasallo para que lo apoye en un ataque contra la ciudad de Hahhu que se estaba disputando con Mitanni . Se cree que la tablilla data de la época de Hattusili I, aunque no es seguro.  